# パオラ・コルテッレージ
パオラ・コルテッレージ（Paola Cortellesi、1973年11月24日-）はイタリアの俳優、声優、脚本家、コメディアン、歌手である。

## 略歴
13歳でRai 2の人気テレビ番組『Indietro tutta!』（1987年～1988年放送）の架空のスポンサー「Cacao Meravigliao」のCMソングを歌って歌手デビュー。高校卒業後、アルゼンチン人俳優ベアトリーチェ・ブラッコ（Beatrice Bracco）から演技指導を受けて舞台デビューを果たす。2000年に『Chiedimi se sono felice』で映画初出演。また、コメディアンとしても数々のテレビ番組に出演して広く人気を博す。
2004年にはシモーナ・ヴェントゥーラ（Simona Ventura）、ジーン・ニョッキ（Gene Gnocchi）、マウリツィオ・クロッツァ（Maurizio Crozza）とともにサンレモ音楽祭で司会を務める。2005年から2007年にかけてはマッシミリアーノ・ブルーノ（Massimiliano Bruno）作の演劇『Gli ultimi saranno ultimi』に主演して好評を博し、イタリアの59の都市で計189回の公演を行って25万人以上の動員を記録した。また、2015年に同作が作者ブルーノによって映画化された際にも主演を務めた。
2011年、マッシミリアーノ・ブルーノ監督の映画『Nessuno mi può giudicare』でダヴィッド・ディ・ドナテッロ主演女優賞を受賞。『Sotto una buona stella』（2014年）『これが私の人生設計』（2014年）、『Gli ultimi saranno ultimi』（2015年）でも同賞にノミネートされる。リッカルド・ミラーニ（Ricccardo Milani）監督の映画『環状線の猫のように』（2017年）およびヴァレリオ・マスタンドレアと共演した『こどもたち』（2020年）ではいずれもダヴィッド・ディ・ドナテッロ主演女優賞にノミネートされたほか、ナストロ・ダルジェント主演女優賞（コメディ部門）、チャック・ドーロ主演女優賞を受賞している。
2023年、共同脚本および主演も務めた『まだ明日がある』（劇場公開時のタイトル「ドマーニ！　愛のことづて」）で監督デビューを果たす。同作はイタリアで年間最高興行収入を記録したほか、第69回ダヴィッド・ディ・ドナテッロ賞では最多19件のノミネートを獲得し、新人監督賞、オリジナル脚本賞、主演女優賞を含む6部門で受賞するなど、高い評価を受けた。

## 私生活
俳優のヴァレリオ・マスタンドレアと交際していた時期がある。2011年、9年間の婚約期間を経て映画監督・脚本家のリッカルド・ミラーニと結婚した。 

## フィルモグラフィー

### 出演
| 公開年 | 邦題 原題                                                   | 監督                                                                               | 備考                                                       |
| ------ | ----------------------------------------------------------- | ---------------------------------------------------------------------------------- | ---------------------------------------------------------- |
| 2000   | Chiedimi se sono felice                                     | アルド・バーリョ、ジャコモ・ポレッティ、ジョバンニ・ストルティ、マッシモ・ヴェニエ |                                                            |
| 2000   | Un altr'anno e poi cresco                                   | フェデリーコ・ディ・チチーリア                                                     |                                                            |
| 2001   | Se fossi in te                                              | ジュリオ・マンフレドニア                                                           |                                                            |
| 2001   | Amarsi può darsi                                            | アルベルト・タラーリョ                                                             |                                                            |
| 2002   | 虎をめぐる冒険 A cavallo della tigre                        | カルロ・マッツァクラーティ                                                         | イタリア映画祭2003にて上映                                 |
| 2002   | Bell'amico                                                  | ルカ・ダスカニオ                                                                   |                                                            |
| 2003   | Passato prossimo                                            | マリア・ソーレ・トニャッツィ                                                       |                                                            |
| 2003   | Il posto dell'anima                                         | リッカルド・ミラーニ                                                               |                                                            |
| 2004   | Tu la conosci Claudia?                                      | マッシモ・ヴェニエ                                                                 |                                                            |
| 2006   | Non prendere impegni stasera                                | ジャンルーカ・マリア・タヴァレッリ                                                 |                                                            |
| 2007   | Piano, solo                                                 | リッカルド・ミラーニ                                                               |                                                            |
| 2007   | Maria Montessori - Una vita per i bambini                   | ジャンルーカ・マリア・タヴァレッリ                                                 | ミニシリーズ                                               |
| 2009   | Due partite                                                 | エンツォ・モンテレオーネ                                                           |                                                            |
| 2009   | La fisica dell'acqua                                        | フェリーチェ・ファリーナ                                                           |                                                            |
| 2010   | Maschi contro femmine                                       | ファウスト・ブリッツィ                                                             |                                                            |
| 2010   | ジョルダーニ家の人々 Le cose che restano                    | ジャンルーカ・マリア・タヴァレッリ                                                 | テレビ映画                                                 |
| 2011   | Femmine contro maschi                                       | ファウスト・ブリッツィ                                                             |                                                            |
| 2011   | Nessuno mi può giudicare                                    | マッシミリアーノ・ブルーノ                                                         |                                                            |
| 2011   | C'è chi dice no                                             | ジャンバッティスタ・アヴェッリーノ                                                 |                                                            |
| 2014   | Un boss in salotto                                          | ルカ・ミニエーロ                                                                   |                                                            |
| 2014   | Sotto una buona stella                                      | カルロ・ヴェルドーネ                                                               |                                                            |
| 2014   | これが私の人生設計 Scusate se esisto!                       | リッカルド・ミラーニ                                                               | イタリア映画祭2015上映時タイトル『生きていてすみません！』 |
| 2015   | 素晴らしきボッカッチョ Meraviglioso Boccaccio               | パオロ＆ヴィットリオ・タヴィアーニ                                                 | イタリア映画祭2016にて上映                                 |
| 2015   | Gli ultimi saranno ultimi                                   | マッシミリアーノ・ブルーノ                                                         |                                                            |
| 2016   | Qualcosa di nuovo                                           | クリスティーナ・コメンチーニ                                                       |                                                            |
| 2017   | Mamma o papà?                                               | リッカルド・ミラーニ                                                               |                                                            |
| 2017   | 環状線の猫のように Come un gatto in tangenziale             | リッカルド・ミラーニ                                                               | イタリア映画祭2018にて上映                                 |
| 2018   | La Befana vien di notte                                     | ミケーレ・ソアーヴィ                                                               |                                                            |
| 2019   | Detective per caso                                          | ジョルジョ・ロマーノ                                                               |                                                            |
| 2019   | Ma cosa ci dice il cervello                                 | リッカルド・ミラーニ                                                               |                                                            |
| 2020   | こどもたち Figli                                            | ジュゼッペ・ボニート                                                               | イタリア映画祭2021にて上映                                 |
| 2020   | Nilde Iotti, il tempo delle donne                           | ピーテル・マルシアス                                                               |                                                            |
| 2020   | Petra                                                       | マリア・ソーレ・トニャッツィ                                                       | ミニシリーズ                                               |
| 2021   | Come un gatto in tangenziale - Ritorno a Coccia di Morto    | リッカルド・ミラーニ                                                               |                                                            |
| 2022   | Marcel!                                                     | ジャスミン・トリンカ                                                               | カメオ出演                                                 |
| 2023   | ドマーニ！ 愛のことづて（まだ明日がある） C'è ancora domani | パオラ・コルテッレージ                                                             | 兼監督・共同脚本 イタリア映画祭2024にて上映                |

## 声の出演

### 映画
- スチュアート・リトル2 - マーガロ
- 王様と私 - アンナ
- ペルセポリス- マルジャン・サトラピ
- L'incredibile viaggio della tartaruga - ナレーター
- カーズ 2 - シフトウェル
- リトルプリンス　星の王子さまと私 - お母さん
- アーリーマン　～ダグと仲間のキックオフ！～ - グーナ
- ソウルフル・ワールド - 22

### オーディオブック
- ジェーン・オースティン『高慢と偏見』（2009年）
- ジェーン・オースティン『分別と多感』（2012年）
- アラン・ベネット『やんごとなき読者』（2013年）
- アラン・ベネット『The Clothes They Stood Up In』（2014年）
- パメラ・トラバース『メアリー・ポピンズ』（2016年）

## 主な受賞
- ダヴィッド・ディ・ドナテッロ主演女優賞
  - 2011年：『Nessuno mi può giudicare』
  - 2024年：『まだ明日がある』
- ダヴィッド・ディ・ドナテッロ新人監督賞（2024年）『まだ明日がある』
- ダヴィッド・ディ・ドナテッロ オリジナル脚本賞（2024年）『まだ明日がある』

- イタリア・ゴールデングローブ賞　主演女優賞（2018年）『環状線の猫のように』
- ナストロ・ダルジェント主演女優賞コメディ部門（2018年）『環状線の猫のように』
- ナストロ・ダルジェント主演女優賞コメディ部門（2019年）『Ma cosa ci dice il cervello』
- ナストロ・ダルジェント主演女優賞コメディ部門（2020年）『こどもたち』
- チャック・ドーロ主演女優賞（2018年）『環状線の猫のように』
- チャック・ドーロ主演女優賞（2020年）『こどもたち』